# العلاقات البوروندية التشيلية
العلاقات البوروندية التشيلية هي العلاقات الثنائية التي تجمع بين بوروندي وتشيلي.

## مقارنة بين البلدين
هذه مقارنة عامة ومرجعية للدولتين:
| وجه المقارنة                                              | بوروندي                                    | تشيلي                         |
| --------------------------------------------------------- | ------------------------------------------ | ----------------------------- |
| المساحة (كم2)                                             | 27.83 ألف                                  | 756.10 ألف                    |
| عدد السكان (نسمة)                                         | 10.86 مليون                                | 17.37 مليون                   |
| الكثافة السكانية (ن./كم²)                                 | 390.23                                     | 22.97                         |
| العاصمة                                                   | بوجومبورا، جيتيغا                          | سانتياغو                      |
| اللغة الرسمية                                             | اللغة الكيروندية، لغة فرنسية، لغة إنجليزية | اللغة الإسبانية               |
| العملة                                                    | فرنك بوروندي                               | بيزو تشيلي، وحدة حساب تشيلية ‏ |
| الناتج المحلي الإجمالي (بليون دولار)                      | 3.48 مليار                                 | 277.08 مليار                  |
| الناتج المحلي الإجمالي (تعادل القوة الشرائية) بليون دولار | 8.13 مليار                                 | 419.39 مليار                  |
| الناتج المحلي الإجمالي الاسمي للفرد دولار أمريكي          | 277                                        | 13.42 ألف                     |
| الناتج المحلي الإجمالي للفرد دولار أمريكي                 | 77                                         | 22.07 ألف                     |
| مؤشر التنمية البشرية                                      | 0.400                                      | 0.832                         |
| رمز المكالمات الدولي                                      | +257                                       | +56                           |
| رمز الإنترنت                                              | .bi                                        | .cl                           |
| المنطقة الزمنية                                           | ت ع م+02:00                                | 00، 00، 00، 00                |

## منظمات دولية مشتركة
يشترك البلدان في عضوية مجموعة من المنظمات الدولية، منها:
| علم المنظمة | اسم المنظمة                               | تاريخ انضمام بوروندي | تاريخ انضمام تشيلي |
| ----------- | ----------------------------------------- | -------------------- | ------------------ |
|             | مؤسسة التنمية الدولية                     | 28 سبتمبر 1963       | 30 ديسمبر 1960     |
|             | يونسكو                                    | 16 نوفمبر 1962       | 7 يوليو 1953       |
|             | وكالة ضمان الاستثمار متعدد الأطراف        | 10 مارس 1998         | 12 أبريل 1988      |
|             | الأمم المتحدة                             | 18 سبتمبر 1962       | 24 أكتوبر 1945     |
|             | الاتحاد البريدي العالمي                   | ?                    | ?                  |
|             | البنك الدولي للإنشاء والتعمير             | 28 سبتمبر 1963       | 31 ديسمبر 1945     |
|             | الاتحاد الدولي للاتصالات                  | 16 فبراير 1963       | 1908               |
|             | منظمة حظر الأسلحة الكيميائية              | ?                    | ?                  |
|             | مؤسسة التمويل الدولية                     | 28 نوفمبر 1979       | 15 أبريل 1957      |
|             | المركز الدولي لتسوية المنازعات الاستشارية | 5 ديسمبر 1969        | 24 أكتوبر 1991     |
|             | منظمة التجارة العالمية                    | 23 يوليو 1995        | ?                  |
|             | منظمة الشرطة الجنائية الدولية             | ?                    | ?                  |

## وصلات خارجية
- موقع وزارة الخارجية التشيلية